# Hans Kehrl

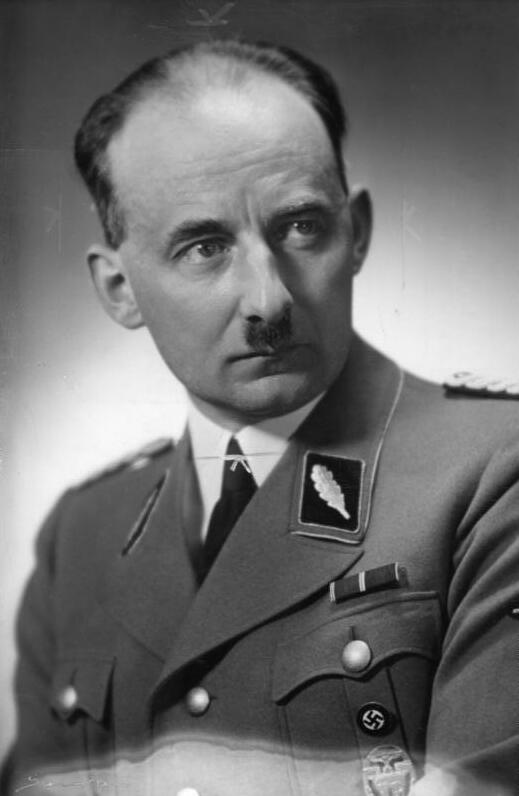
Hans Kehrl (1942)

Hans Kehrl (* 8. September 1900 in Brandenburg an der Havel; † 26. April 1984 in Grafenau) war ein deutscher Wirtschaftsfunktionär in der Zeit des Nationalsozialismus und NSDAP-Gauwirtschaftsberater.

## Kindheit, Ausbildung
Hans Kehrl wurde am 8. September 1900 in Brandenburg an der Havel geboren. Sein Vater Richard Kehrl war Tuchfabrikant, Teilhaber der Tuchfabrik Rudolph Kehrl, der Onkel Gustav Kehrl starb 1931. Nach Abschluss des Gymnasiums in Cottbus volontierte Kehrl in dieser Fabrik. Nach einem Kurzstudium am „Staatlichen Technikum für Textilindustrie“ in Reutlingen und in Aachen ging er von 1922 bis 1924 in die USA.

## Karriere
1926 wurde Kehrl selbst Teilhaber der Tuchfabrik Rudolph Kehrl. Er schloss sich der nationalliberalen Deutschen Volkspartei (DVP) von Gustav Stresemann an.
Nach Hitlers Machtergreifung trat Kehrl zum 1. Mai 1933 der NSDAP bei (Mitgliedsnummer 1.878.921). Seit 1933 war Kehrl als Gauwirtschaftsberater der NSDAP im Gau Kurmark tätig; gleichzeitig, von Mai 1933 bis 1935 leitete er als Präsident die IHK Niederlausitz in Cottbus und wurde als solcher zum Preußischen Provinzialrat ernannt. 1934 fungierte er als Mitarbeiter Wilhelm Kepplers als Wirtschaftsbeauftragter des Führers und Reichskanzlers. Kehrl orientierte sich auf die Förderung textiler Ersatzstoffe, durch welche die deutsche Wirtschaft Devisen einsparen und ihre Importabhängigkeit verringern konnte. 1936/37 wurden unter seiner Regie vier neue Betriebe für Zellstoff errichtet.
Nach 1934 saß Kehrl im Aufsichtsrat von 19 Aktiengesellschaften, vor allem der Schwer- und Textilindustrie, unter anderem in der Reichswerke AG für Erzbergbau und Eisenhütten „Hermann Göring“, der Brüxer Kohlenbergbaugesellschaft, der Kurmärkischen Zellwolle u. Zellulose AG und der Nordböhmischen Kohlenwerks-Gesellschaft in Brüx, zudem in der Rheinischen Kunstseide AG in Krefeld, der Rheinischen Zellwolle AG in Siegburg, im Spinnstoffwerk Glauchau AG, der Sudetenländische Bergbau AG und der Sudetenländischen Treibswerke AG in Brüx; außerdem war er Vorsitzender der Außenhandelsstelle für Ostbrandenburg.
1936 wurde Kehrl im „Amt für deutsche Roh- und Werkstoffe“ des Reichswirtschaftsministerium Hauptreferent für den Vierjahresplan.
Am 13. September 1936 wurde Kehrl SS-Mitglied (SS-Nummer 276.899) und trat dem Freundeskreis Reichsführer SS angeregt durch seinen Mentor Keppler aus „pragmatischen Gründen […] mit einem Gespür für Machtakkumulation“ bei.
Von 1938 bis 1942 war er Generalreferent für Sonderaufgaben, der zur wichtigsten Entscheidungsinstanz für die Bankenpolitik im Sudetenland wurde.
1938 war er Stellvertreter des „Reichsbeauftragten für Österreich“, und 1939 „Bevollmächtigter des Reichswirtschaftsministeriums für das Protektorat Böhmen und Mähren“. Am 9. November 1939 wurde er SS-Oberführer beim Stab des SS-Hauptamtes.
Am 14. November 1939 führte er die Reichskleiderkarten ein, von deren Bezug Juden ab dem 6. Februar 1940 ausgeschlossen wurden.
Kehrl nimmt für sich in Anspruch, Anfang 1939 bewirkt zu haben, dass der Vizepräsident der Reichsbank, Rudolf Brinkmann, zu dessen Schutz krankheitshalber beurlaubt und in eine Nervenheilanstalt eingewiesen wurde. Im Zuge dieser Diskussion sei er selbst nur knapp einer Verhaftung in ein Konzentrationslager entgangen.
Im Herbst 1941 wurde die Ost-Faser Gesellschaft m.b.H. in Berlin gegründet mit Kehrl als Vorsitzenden des Verwaltungsrates. Die Ostfaser GmbH war die „wichtigste Monopolgesellschaft für die Textilindustrie im Osten“, die mit ihrer Rigaer Tochtergesellschaft Ostlandfaser GmbH den Auftrag hatte, in den besetzten Ostgebieten alle von deutschen Besatzern beschlagnahmten Betriebe der Textil-, Papier- und Zellstoffindustrie wieder zu betreiben. Die Produktion ging überwiegend an die Wehrmacht und umfasste zeitweise rund 300 Betriebe und 30.000 Beschäftigte. weshalb er auch als „Textilpapst“ bezeichnet wurde.
1942 wurde Kehrl zur treibenden Kraft bei der Gründung wichtiger Lenkungsverbände der Wirtschaft: Zur Lösung drängender Versorgungsprobleme wurden die Reichsvereinigung Eisen, die RV Bastfasern, die RV chemische Fasern und die RV Textilveredlung eingerichtet. Rolf-Dieter Müller beschrieb Kehrl als den „General der zivilen Wirtschaft“.
Zum 16. September 1943 wechselte Kehrl von Reichswirtschaftsministerium unter Walther Funk zum Reichsministerium für Rüstung und Kriegsproduktion unter Albert Speer. Im Wirtschaftsministerium rückte der SS-Mann Otto Ohlendorf nach, wohingegen Kehrl im Rüstungsministerium das Planungsamt und ab 1. November 1943 das Rohstoffamt übernahm. Ab 30. Januar 1944 war Kehrl SS-Brigadeführer.
Kehrl war verantwortlich für „rechtswidrige Vermögenstransaktionen im Rahmen der nationalsozialistischen Umsiedlungspolitik“.

## Nürnberger Prozesse, Gefängnis, 1945–1951
Nach Kriegsende befand sich Kehrl zunächst im Internierungslager Heilbronn. In den Verhandlungen vom 6. Januar bis 18. November 1948 saß Kehrl im Wilhelmstraßen-Prozess (The Ministries Case, Fall 11 der Nürnberger Prozesse), auf der Anklagebank. Ihm wurden Kriegsverbrechen und crimes against humanity vorgeworfen wegen Plünderung der besetzten Gebiete im Westen durch den „Kehrl Plan“ und durch die Ostfasergesellschaft im Osten, sowie Mitgliedschaft in einer kriminellen Vereinigung, der SS. Sein Verteidiger argumentierte, dass Kehrl bei der SS als Ehrenführer Mitglied gewesen sei, dass er nicht zum Freundeskreis Reichsführer SS (Circle of friends) gehört habe, und spielte seine Funktion auf “occasionally giving a short impromptu speech at the dinner on the government organization of economy” herab, dem die Anklage jedoch widersprach. Sein Verteidiger war Heinrich Grube. Am 14. April 1949 wurde er zu 15 Jahren Gefängnis verurteilt.
Am 3. Februar 1951 wurde er bereits wie die 20 anderen Reichsminister begnadigt aus dem Kriegsverbrechergefängnis Landsberg entlassen. Kehrl akzeptierte seine Verurteilung nie und sah sich schuldlos, mehr wie ein Sündenbock für das Reichswirtschaftsministerium.

## 1951–1984
Nach seiner Freilassung war Kehrl u. a. Wirtschaftsberater in Leverkusen. Er war ein „gesuchter Berater und Schlichter in der Industrie“, aber auch bei einer Bundestagsenquetekommission eingeladen.
Politisch war er an der SPD orientiert und pflegte einen Schriftwechsel mit Helmut Schmidt, u. a. im Rahmen der Konjunkturkrise 1966/67 und der Ölkrise. 1973 erschienen seine Memoiren. Seine Ideen zu staatlichen Investitionen wurden damals als die eines sozialistischen Planungsideologen kritisiert.
Noch 1973 stellte er ohne Wertung fest, er und Paul Pleiger seien „praktisch die einzigen engagierten Nationalsozialisten in leitender Funktion“ im „Amt für deutsche Roh- und Werkstoffe“ von Görings Vierjahresplan-Organisation gewesen.
Am 26. April 1984 starb Kehrl in Grafenau im Landkreis Böblingen.

## Auszeichnungen (Auswahl)
Er erhielt u. a. das Kriegsverdienstkreuz I. und II. Klasse und am 2. November 1944 das Ritterkreuz des Kriegsverdienstkreuzes mit Schwertern.

## Werke
- Die Aufgaben der Wirtschaft nach dem Kriege (Wirtschaftskammer, Wien 1941)
- Neuordnung der Eisenbewirtschaftung (Wirtschaftsgruppe Maschinenbau, Berlin 1942)
- Vortrag über Aufgaben und Ziele der Reichsvereinigungen (Reichsvereinigung chem. Fasern, Berlin 1942)

Die obigen Schriften wurden in der Sowjetischen Besatzungszone auf die Liste der auszusondernden Literatur gesetzt.
- Krisenmanager im Dritten Reich. 6 Jahre Frieden, 6 Jahre Krieg. Mit kritischen Anmerkungen und einem Nachwort von Erwin Viefhaus. Droste, Düsseldorf 1973
- Marktwirtschaft morgen. Staat und Wirtschaft im Wandel. Vowinckel, Neckargemünd 1975
- Realitäten im Dritten Reich. (= Historische Tatsachen Nr. 06). Verlag für Volkstum und Zeitgeschichtsforschung, Vlotho 1979
- Zum Untergang des Dritten Reiches. (= Historische Tatsachen Nr. 08). Verlag für Volkstum und Zeitgeschichtsforschung, Vlotho 1981